# Ancystrocerus

Ancystrocerus (лат.) — вид хищных коротконадкрылых жуков трибы Tmesiphorini из подсемейства ощупники (Pselaphinae).

## Распространение
Юго-Восточная Азия.

## Описание
Мелкие коротконадкрылые жуки-ощупники (Pselaphinae) красновато-коричневого цвета, длина около 3 мм. Биология не изучена. Все особи найдены изнутри разлагающихся брёвен, часто в компании колоний термитов. Отличаются общим вытянутым габитусом тела, длинными придатками, ногами и щупиками, особенно длинными максиллярными щупиками и модифицированными 9-м и 10-м антенномерами усиков самцов.

## Систематика
Род был впервые описан в 1893 году французским энтомологом и дипломатом Ахиллом Раффреем (Achille Raffray, 1844—1923) на основании единственного вида из Суматры. Он сближал его с родами Marellus, Centrophthalmus, Tyrus и Pseudophanias и включил в трибу Tyrini. Такую классификацию поддерживали около ста лет во всех крупных каталогах и ревизиях (Raffray 1904, 1908, 1911, Newton & Chandler 1989). И лишь в XXI веке американский колеоптеролог Дональд Чандлер (Chandler, 2001) переместил Ancystrocerus и Ctenotillus из Tyrini (и Pseudophanias из Phalepsini) в трибу Tmesiphorini на основании наличия щетинистой полукруглой борозды, частично закрывающей основание каждого места прикрепления усиков из надтрибы Pselaphitae.
- Ancystrocerus carinatus Raffray, 1904[5] — Суматра
- Ancystrocerus chinensis Yin, Zi-Wei, Dan Wang & Li-Zhen Li, 2015[6] — Китай
- Ancystrocerus irregularis Raffray, 1912[7] — Индия
- Ancystrocerus laevipennis Raffray, 1897[8] — Суматра
- Ancystrocerus longicornis Raffray, 1895[9] — Западная Малайзия
- Ancystrocerus lueliangi Yin, 2020[1] — Китай (Yunnan)
- Ancystrocerus militaris  Raffray, 1897[8] — Суматра
- Ancystrocerus pallidus  Raffray, 1895[9] — Сингапур
- Ancystrocerus philippinus Yin, 2020[1] — Филиппины (Минданао)
- Ancystrocerus punctatus  Raffray, 1895[9] — Западная Малайзия, Сингапур
- Ancystrocerus rugicollis  Raffray, 1895[9] — Сингапур
- Ancystrocerus sumatrensis  Raffray, 1893[2] — Суматра